# Krav Maga

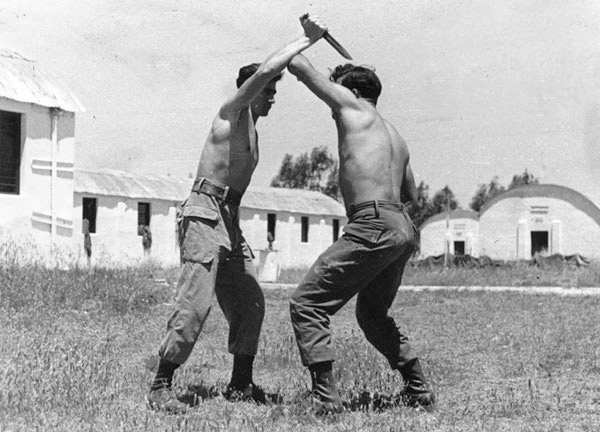
Instrucție Krav Maga în cadrul unei școli de parașutiști din Israel, 1955

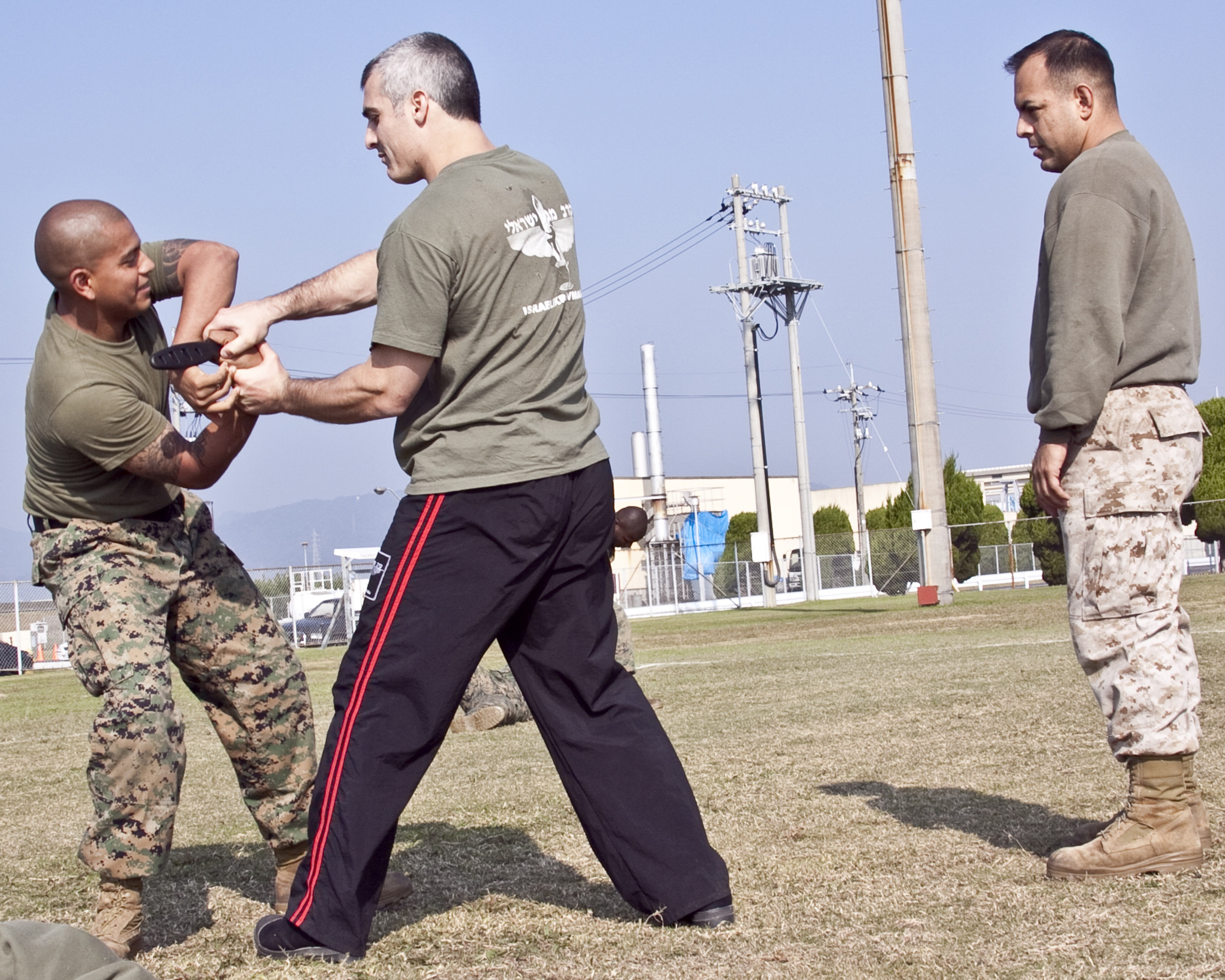
Instruire în Krav Maga

Krav Maga (ebraică קרב מגע, lit. „luptă de contact”) este un sistem de luptă eclectic dezvoltat în Israel, care pune accent pe neutralizarea rapidă a amenințărilor la adresa vieții. Sistemul a derivat dintr-o combinație de tehnici provenite din box, aikido, judo și karate. Acest sistem a devenit cunoscut după ce a fost adoptat de diverse structuri de forță israeliene.

## Originea denumirii
Denumirea în ebraică înseamnă literalmente „luptă de contact” (maga (ebraică מגע) — contact, krav (ebraică קרב) — luptă) și se referă la lupta prin interacțiune fizică directă cu adversarul, spre deosebire de lupta la distanță cu arme (deși în Krav-Maga se studiază și utilizarea armelor moderne — puști, pistole — și alte obiecte în combinație cu tehnici de autoapărare). În anii 1930, Imi Lichtenfeld a dezvoltat acest sistem de luptă corp la corp pentru a ajuta comunitatea evreiască din Bratislava să se apere împotriva naziștilor.

## Principii de bază
În Krav-Maga nu există reguli stricte și nu se face diferență între antrenamentele pentru bărbați și femei. Sistemul nu este unul sportiv, nu impune purtarea unei uniforme speciale și nu include competiții, deși unele organizații acordă diverse grade de clasare pe măsură ce elevii avansează în pregătire. Toate tehnicile sunt axate pe obținerea eficienței maxime în condiții de confruntare reală. Plecând de la premisa că în cazul unui atac real adversarul nu va arăta milă sau clemență, reacția de răspuns (fie că este vorba de atac sau apărare) este orientată spre neutralizarea rapidă a amenințării și salvarea vieții cât mai repede și sigur posibil, fiind concepută pentru a fi utilizată în situații de potențială amenințare letală. Se pune accent pe atacarea punctelor vulnerabile (inclusiv lovituri în ochi și în zona inghinală), lovituri cu capul și alte tehnici, precum și pe utilizarea improvizată a oricăror obiecte disponibile. Totodată, în timpul instruirii, se arată cum să se adapteze tehnicile în funcție de situație și se subliniază necesitatea respectării limitării autoapărării la strictul necesar.
Principiile de bază ale Krav-Maga
- Evitarea rănilor și, în special, evitarea căderii la sol – pentru a preveni o potențială doborâre fatală;
- Neutralizarea rapidă a atacatorului;
- Tranziția rapidă de la tehnici defensive la tehnici ofensive;
- Exploatarea reflexelor naturale ale corpului;
- Folosirea punctelor vulnerabile ale adversarului;
- Utilizarea oricărui obiect disponibil pentru apărare sau atac.

Principiile menționate anterior au fost dezvoltate ținând cont de situațiile care prezintă un pericol letal, subliniindu-se constant necesitatea de a ajusta reacția în funcție de gravitatea amenințării.
În esență, Krav-Maga impune ca, mai întâi, să fie eliminată pericolul imediat, să se prevină acțiuni agresive suplimentare, iar apoi să fie neutralizat atacatorul. În anumite circumstanțe, pentru a evita escaladarea unei situații periculoase, este permisă o lovitură preventivă.
Spre deosebire de numeroasele arte marțiale orientale, Krav-Maga nu se bazează pe un sistem filosofic. Scopul său este de a asigura supraviețuirea fizică, nu perfecționarea spirituală. Prin urmare, fundamentul Krav-Maga îl reprezintă cercetările științifice asupra reflexelor umane, atât ale atacatorului, cât și ale celui care se apără.
| Alb        |
| Galben     |
|            |
| Portocaliu |
|            |
| Verde      |
|            |
| Albastru   |
|            |
| Maro       |
|            |
| Negru      |
|            |
|            |
|            |
|            |

## Antrenament
Deși Krav-Maga utilizează tehnici și procedee din alte arte marțiale, metodologia de pregătire și antrenament diferă semnificativ. Se pune accentul pe pregătirea situațională a luptătorului în condiții cât mai apropiate de situațiile reale, cum ar fi: confruntări cu mai mulți adversari, protejarea unei terțe persoane, lupta cu o singură mână, sub amețeală sau împotriva adversarilor înarmați. Se subliniază importanța unei învățări rapide și a principiului ebraică רצף ([rétsef] — continuitate, în acest context: „mișcare neîntreruptă în luptă”), precum și a eficienței atât în atac, cât și în apărare.
În timpul antrenamentului sunt accentuate următoarele principii: 1) în lupta reală nu există reguli și 2) în timpul antrenamentului nu trebuie să te rănești pe tine sau partenerul tău. Antrenamentele includ exerciții aerobice și anaerobice și se desfășoară cu echipament de protecție. Se utilizează protecții pentru cap, zona inghinală, tibii, antebrațe, scuturi din cauciuc etc., ceea ce permite atingerea unui nivel realist de impact fără a provoca răni. Acest lucru permite elevului să exerseze tehnicile de apărare și atac cu toată forța și să simtă intensitatea unei lovituri.
În unele școli se practică „Strike and Fight” — un sparring full-contact, al cărui scop este familiarizarea elevilor cu stresul resimțit în timpul luptei.
Antrenamentul poate avea loc cu utilizarea muzicii puternice, a stroboscoapelor, a dispozitivelor pentru generarea de fum artificial etc., ceea ce ajută la învățarea ignorării factorilor de distragere și la concentrare pe analiza situației. Pentru a spori realismul, înainte de exersarea tehnicilor de apărare pot fi efectuate exerciții fizice extenuante; antrenamentul se poate desfășura pe teren accidentat, în condiții constrângătoare, cu bandă la ochi etc. Accentul se pune pe simularea luptei reale, atât cât este posibil în condiții de antrenament.
O lecție tipică într-o școală civilă durează aproximativ o oră și combină pregătirea fizică cu instruirea în tehnici de autoapărare. La început se efectuează exerciții fizice intense, exerciții de stretching, apoi sunt demonstrate două-trei tehnici de autoapărare — ofensive (lovituri cu pumnul, coatele și genunchii) sau defensive (evadarea din strângeri de gât sau de încheieturi, ieșirea de sub adversar în poziție culcată). Ulterior, se desfășoară de obicei exerciții fizice care combină tehnicile învățate cu antrenamentul acrobatic. La finalul sesiunii, se efectuează o serie de exerciții fizice. Pe măsură ce nivelul elevilor crește, instructorii trec la tipuri de atac mai complexe sau mai puțin obișnuite — cu cuțitul, în condiții dificile etc.

## Istorie

### Imi Lichtenfeld
Sistemul Krav-Maga a fost dezvoltat în anii 1930 de către Imi Lichtenfeld, cunoscut și sub numele de Imi Sde-Or („Sde Or” înseamnă „câmp de lumină” — traducerea numelui său în ebraică). Inițial, el a predat acest sistem de luptă în Bratislava pentru a ajuta la protejarea comunității evreiești de formațiunile armate naziste. După ce a ajuns în Palestina sub mandat britanic, Lichtenfeld a început să predea lupta corp la corp în cadrul organizației Hagana. După înființarea Statului Israel în 1948, el a devenit instructorul principal de pregătire fizică și luptă corp la corp la Școala de Pregătire Militară a Armatei de Apărare a Israelului (IDF). Lichtenfeld a servit în IDF până în 1964, continuând să dezvolte și să perfecționeze acest sistem. După retragerea sa, el a adaptat Krav-Maga la nevoile civile.
În anii 1960, sistemul era încă predat ca un curs opțional de autoapărare de către maeștri precum Gadi Skornik, Moshe Galisko, Dennis Hanover, Haim Peer, Moni Aizik, Eli Avikzar, Haim Gidon și Yehuda Vazdias. Krav-Maga ca sistem distinct a continuat să se formeze pe parcursul anilor 1960 și 1970, sub influența mai multor maeștri, inclusiv cei menționați mai sus. Rangurile oficiale de Krav-Maga au fost introduse abia în 1968.
În 1978, Lichtenfeld și un grup de instructori au fondat organizația non-profit Israeli Krav Maga Association.
Imi Lichtenfeld a decedat în ianuarie 1998, în Netanya.

### Extinderea dincolo de Israel
Până în 1980, toți specialiștii în Krav-Maga trăiau doar în Israel și predau în cadrul Israeli Krav Maga Association. În 1980, au început primele contacte între aceștia și cursanții din SUA. În 1981, un grup de șase instructori de Krav-Maga a sosit în SUA, unde au organizat demonstrații ale sistemului, în principal în centre comunitare evreiești. Au avut loc și demonstrații la filiala FBI din New York și la Academia FBI din Quantico (statul Virginia). Ca rezultat, un grup de 22 de cetățeni americani a vizitat Israelul în primăvara anului 1981 pentru a participa la un curs de bază pentru instructori (cu recrutări similare în 1984 și 1986). Absolvenții s-au întors în SUA și au început să înființeze centre de antrenament. În același timp, instructorii din Israel au continuat să viziteze SUA. În 1985, a început instruirea personalului din forțele de ordine americane. Anual, la Netanya, se desfășoară cursuri de certificare pentru instructorii deja pregătiți.

### Starea actuală
Krav-Maga este sistemul oficial de autoapărare și luptă al Forțelor de Apărare ale Israelului (IDF), iar fiecare soldat israelian, inclusiv cei din unitățile de elită (cum ar fi Duvdevan), este instruit în tehnicile Krav-Maga. Krav-Maga este de asemenea utilizată de Poliția Israelului și de agențiile de securitate private.
În plus, Krav-Maga este predată civililor, militarilor, forțelor de ordine și agențiilor de securitate în Israel și în alte țări.

## Organizații
- The International Krav Maga Federation (IKMF) — situată în Israel, a fost fondată de câțiva dintre principalii discipoli ai lui Lichtenfeld, inclusiv Gabi Noah, Avi Moyal și Eli Ben-Ami. În prezent, organizația este condusă de Avi Moyal.
- Krav Maga Global (KMG) — organizație internațională de Krav-Maga, fondată de fostul șef-instructor al IKMF, Eyal Yanilov. Scopul principal al organizației este crearea unei structuri mai avansate și dezvoltarea Krav-Maga la nivel global.
- Krav Maga Maleh (KMM) — organizație internațională de Krav-Maga situată în Israel. Fondatorul și șef-instructorul este Guy Dar, posesor al centurii negre 8 Dan în Krav-Maga.